# Gare de Lille-Saint-Sauveur
La gare de Lille-Saint-Sauveur, ou simplement « gare Saint-Sauveur », est une ancienne gare ferroviaire française située à Lille dans le quartier du même nom, au sein du département du Nord, en région Hauts-de-France.
Ouverte uniquement comme gare aux marchandises en 1865, elle est fermée puis désaffectée en 2003.
Le site est reconverti en centre culturel et espace de loisirs, d'expositions et de restauration à l’occasion des événements de Lille 3000 en 2009.

## Situation ferroviaire

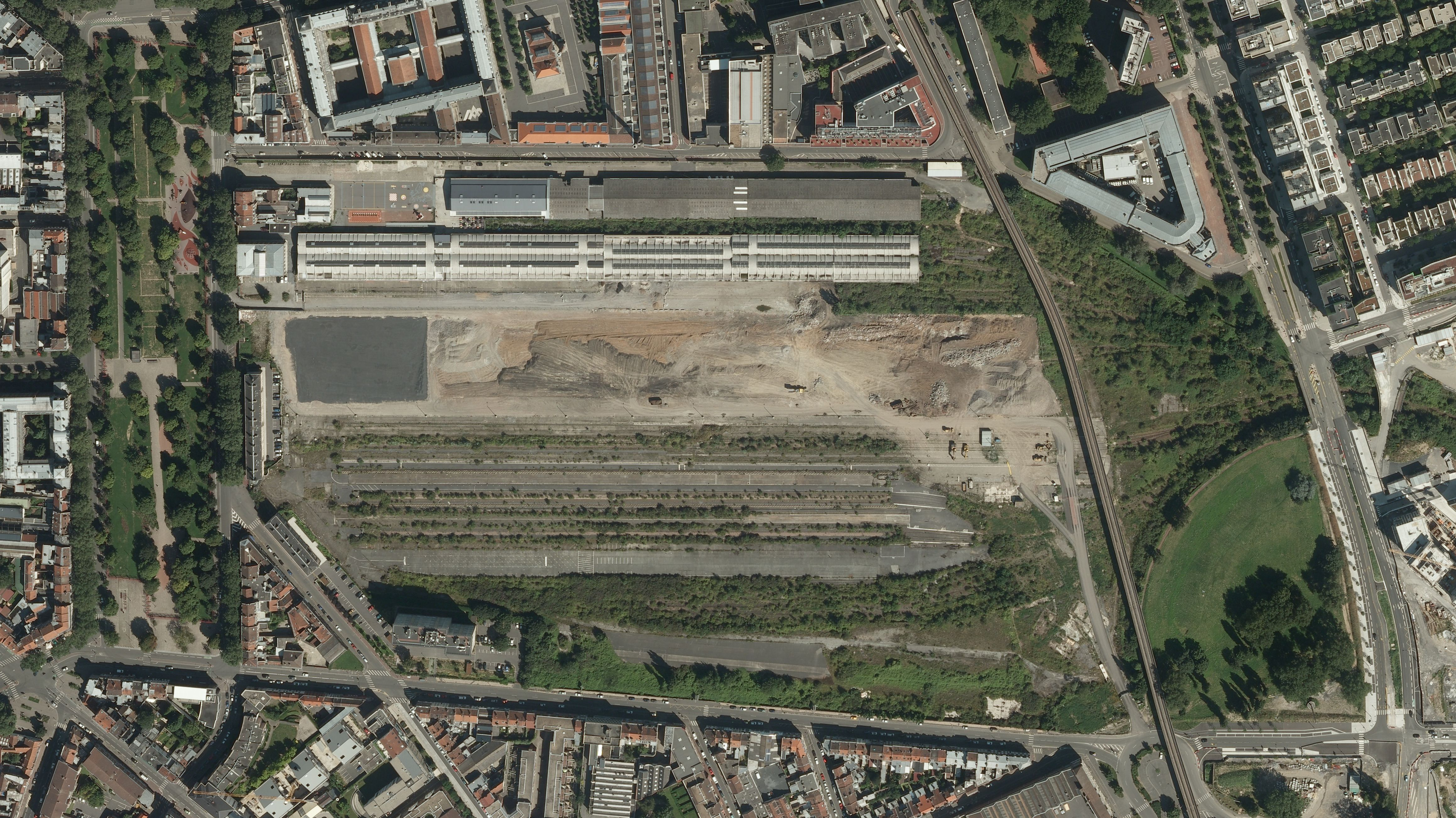
Vue satellite de la gare en 2012

Établie à 24 mètres d'altitude, la gare en impasse de Lille-Saint-Sauveur est située au point kilométrique (PK) 1,040 du raccordement de Saint-Sauveur (dont elle constitue l'aboutissement),, s'embranchant sur la ligne de Paris-Nord à Lille près de l'ancienne gare de Fives. Ce raccordement et la gare sont désormais désaffectés pour le service ferroviaire.
En outre, la gare était l'origine de la ligne de Lille-Saint-Sauveur à Lille-Port-Vauban (déclassée).

## Histoire
Le site de la gare se trouve au sud de l'enceinte de la ville de Lille jusqu'au milieu du XIXe siècle, au nord du faubourg des Malades, future commune de Moulins, comprise dans celle de Wazemmes jusqu'en 1833. Cette dénomination provenait d'une léproserie fondée au début du XIIIe siècle qui s'étendait sur 5 hectares en partie sur les terrains de l'actuel boulevard Jean-Baptiste-Lebas et au nord-ouest de la gare. Cette léproserie fut démolie en 1658 et ses matériaux utilisés pour la construction du bastion de la Noble Tour, quelques années avant la conquête de Lille en 1677 par Louis XIV. Les cartes de la première moitié du XIXe siècle attestent de la présence de fours à chaux sur cet espace.
En 1858, la ville annexe les communes limitrophes de Moulins, Wazemmes, Fives, Esquermes. Cet agrandissement de la ville laisse des terrains disponibles sur la partie des fortifications en projet de démantèlement au sud de la ville et sur la zone de servitude militaire inconstructible autour de l'enceinte.
C’est alors qu’émerge l’idée de construction d’une nouvelle gare, plus vaste. Le projet est confirmé par un décret impérial en 1861.
En 1862, la Compagnie des chemins de fer du Nord travaille sur le projet d'une gare uniquement de marchandises à établir derrière le fort Saint-Sauveur.
Les ingénieurs du service de contrôle émettent plusieurs fois un avis pour que cette nouvelle gare devienne la seule gare de Lille avec également le service voyageurs mais leur proposition n'est pas retenue. En 1863, le projet se concrétise, avec l'acquisition et les expropriations des terrains nécessaires, ainsi qu'une décision du Ministre de la guerre qui autorise la construction bien qu'elle soit située dans une zone où les anciennes fortifications ne sont pas encore déclassées. Les travaux sont engagés en 1864 et s'achèvent en 1865.
La gare dont le nom se réfère à celui du quartier Saint-Sauveur à proximité, s'insère dans l'aménagement d'un réseau de nouvelles voies planifié dans les années 1860 sur la partie agrandie de la ville jusqu'à la nouvelle enceinte englobant les communes annexées de Moulins, Wazemmes et Esquermes.
C'était une gare terminus accessible par le large boulevard d'Italie, actuellement parc Jean-Baptiste-Lebas, réalisé à la même époque dans l'axe de la rue de Paris, porte de Paris et en direction du sud par les très anciennes rues de Douai et d'Arras dans la commune de Moulins.
L'ancienne gare était longée au sud sur toute sa longueur par la rue de Cambrai dont elle était séparée par un mur (existant en 2024) formant la limite avec le quartier de Moulins-Lille.
En 1867, la Compagnie du Nord y établit de nouvelles voies de garage et un pavillon pour l'octroi.
En 1880, la plateforme de la station est élargie et des poupées de renvoi pour la manutention des wagons sont installées.
La gare Saint-Sauveur comportait un important terminal de transport combiné équipé de plusieurs portiques de transbordement. Celui-ci a commencé à être saturé à partir du début des années 1990.
Avec la mise en service de la nouvelle plate-forme multimodale Delta 3 de Dourges fin 2003, la gare Saint-Sauveur arrête ses activités.

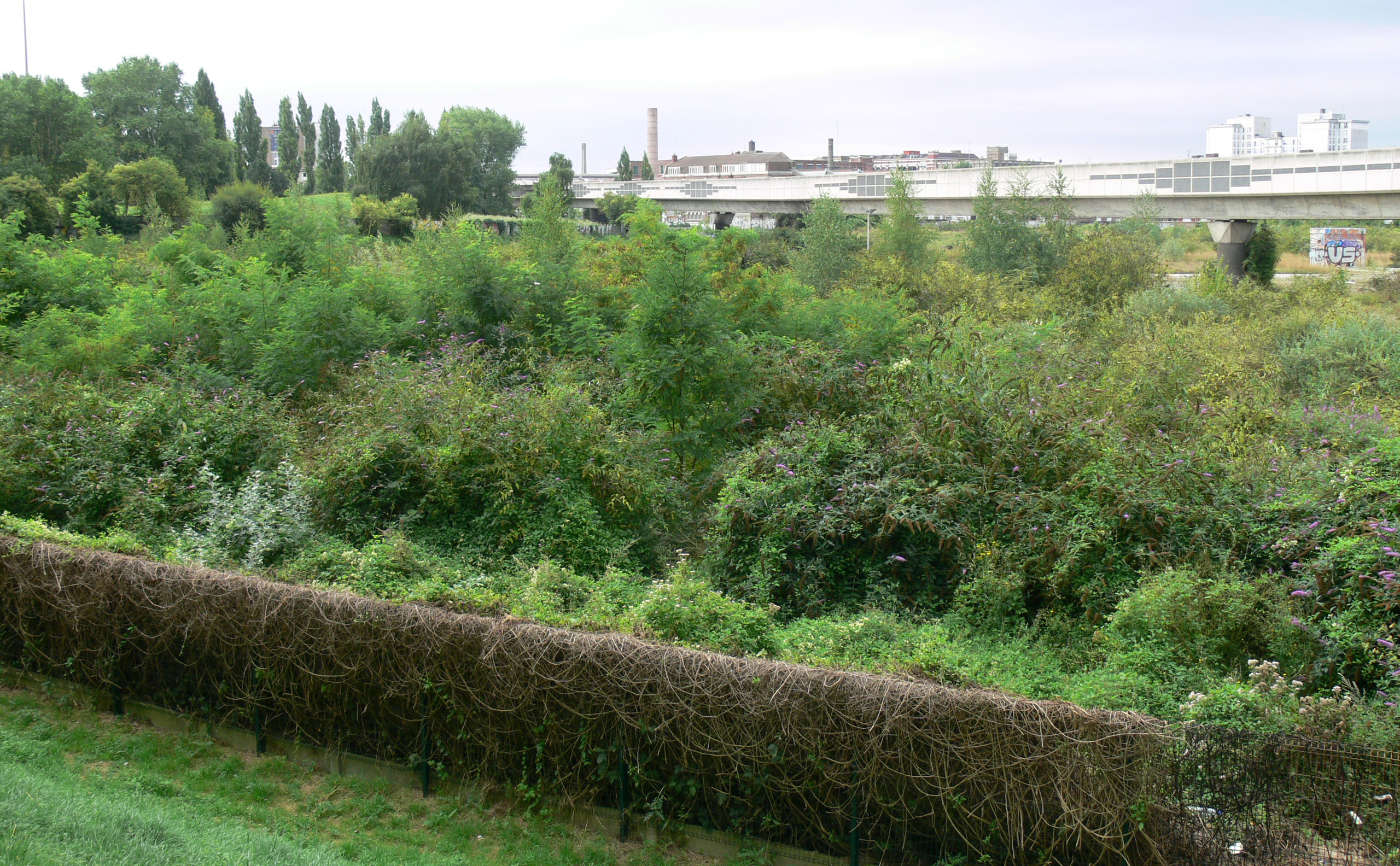
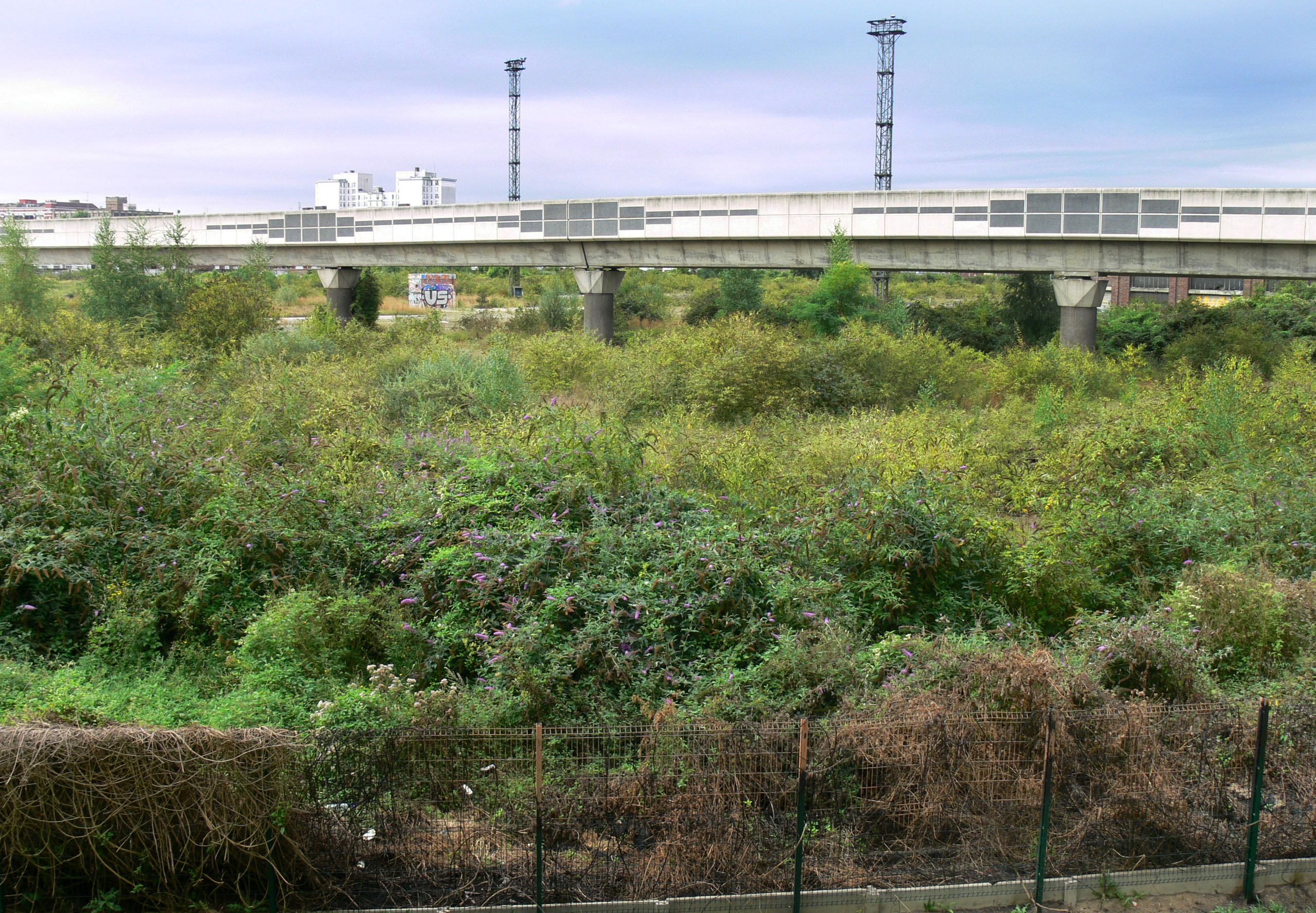
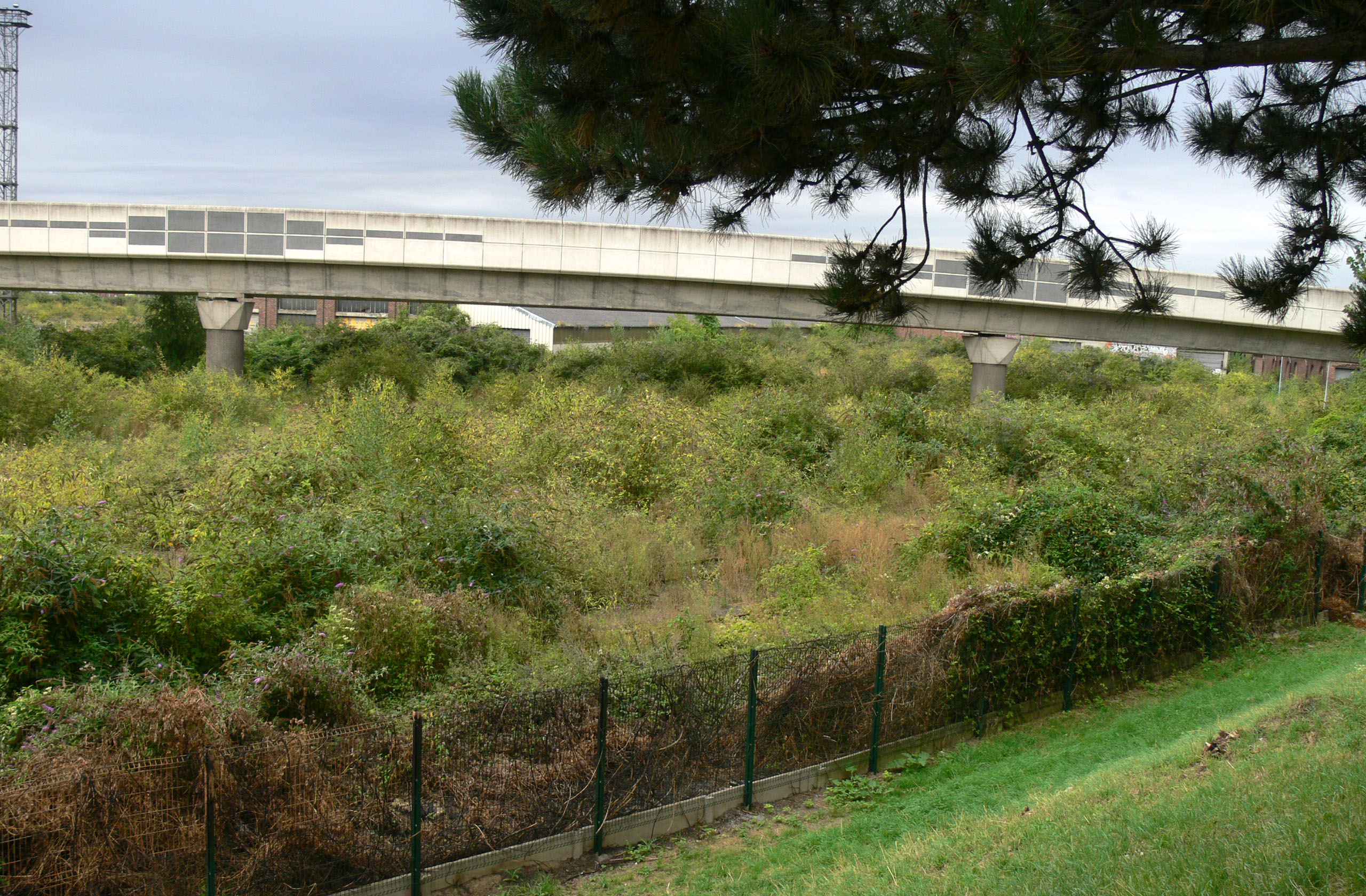

Partie encore végétalisée (végétation spontanée, ici en août 2009) de la friche, surplombée par le métro aérien, vue du Boulevard Hoover, à partir du pont enjambant l'ancien faisceau de rails conduisant à l'ancienne gare marchande.

## Après le ferroviaire
Après sa fermeture, se pose la question de la reconversion de l'emprise de 20 hectares qu'elle occupe. Dans le cadre de la candidature lilloise ratée pour les Jeux olympiques d'été de 2004, le projet était de démolir la gare qui aurait servi de village olympique, avec des logements utilisables une fois les olympiades passées.
En 2008, des travaux de rénovation de deux de ses halles sont entrepris dans le cadre de l'organisation des événements de Lille 3000 en 2009 :
- la halle A, d'une superficie de 1 000 m2. Le bâtiment, qui date du XIXe siècle, héberge désormais un bar-restaurant et boîte de nuit (Bistrot de St So) et un cinéma ;
- la halle B, d'une superficie de 5 000 m2. Le bâtiment, issu d'une reconstruction des années 1920, est reconverti en espace d'expositions et d'organisation d'événements (1re moitié).

La conception et la conduite du projet architectural ont été réalisées par les services de la ville de Lille, tandis que la réhabilitation st l'aménagement des bâtiments sont dus à l'architecte Dora Marques.

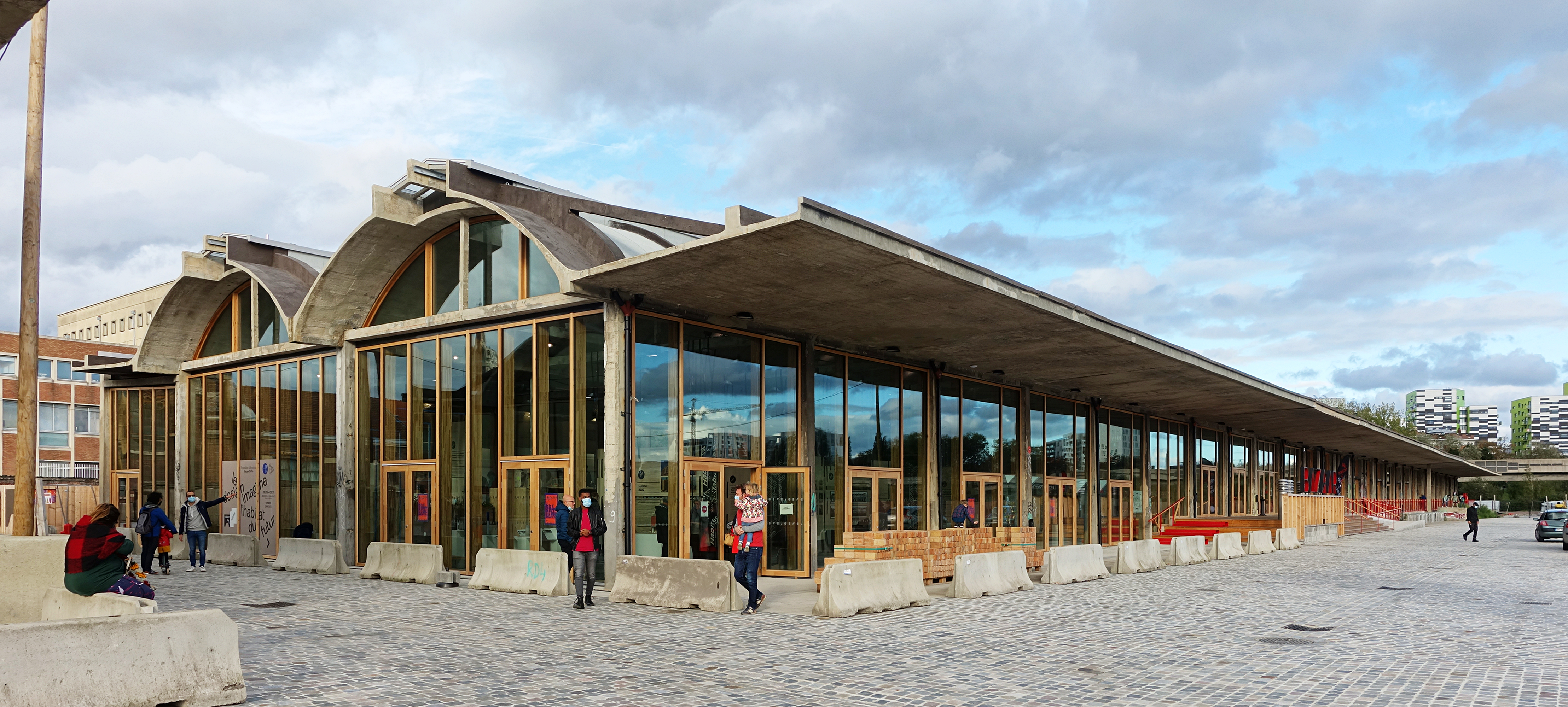
Le St-So Bazaar dans la partie est de la halle B de la gare.

Le reste du site, notamment la friche du terminal combiné, font l'objet d'un projet d'urbanisation. Les 13 ha du terrain de la gare qui lui appartenaient encore ont été vendus à la ville par la SNCF le 17 mars 2017, pour un montant de 7,5 millions d'euros. Cette dernière projette l'aménagement, sur les 23 ha de la friche telle qu'existante dans les années 2010, d'un quartier comportant 2 500 logements, 40 000 m2 de bureaux, 30 000 m2 de commerces, d'une piscine olympique et du jardin de la vallée, qui s'étendra à l'est du site (autour du lieu-dit Le Belvédère) sur une surface de 3,4 ha. Le prolongement de la halle B est devenu le « St-So Bazaar », espace hybride où se mêlent activités de création, de coworking et de partage.
Le commissaire de l'enquête publique a donné en mai 2018 un avis favorable au projet, en privilégiant cependant la fourchette basse de constructions de logements (2000, alors que la ville en prévoit de 2300 à 2500) et en demandant de favoriser l'extension des espaces verts.
Des opposants à ce projet proposent l'aménagement d'un parc urbain. L'association P.A.R.C. Saint-Sauveur (« Protection aménagement réappropriation collective ») a été créée le 1er juin 2018, pour défendre ce projet d'espace vert en opposition avec celui de la Métropole européenne de Lille.

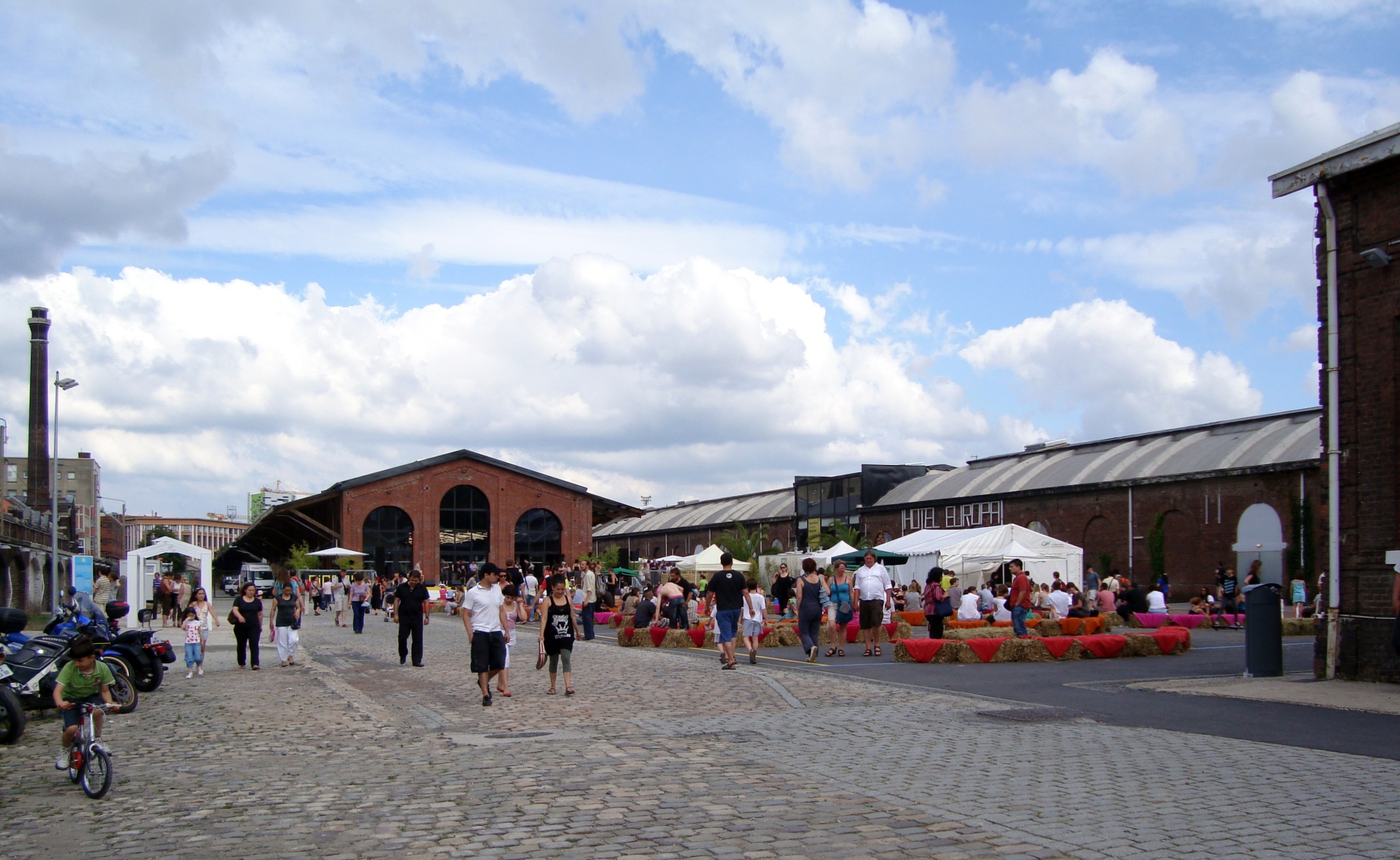
L'extérieur de la gare.
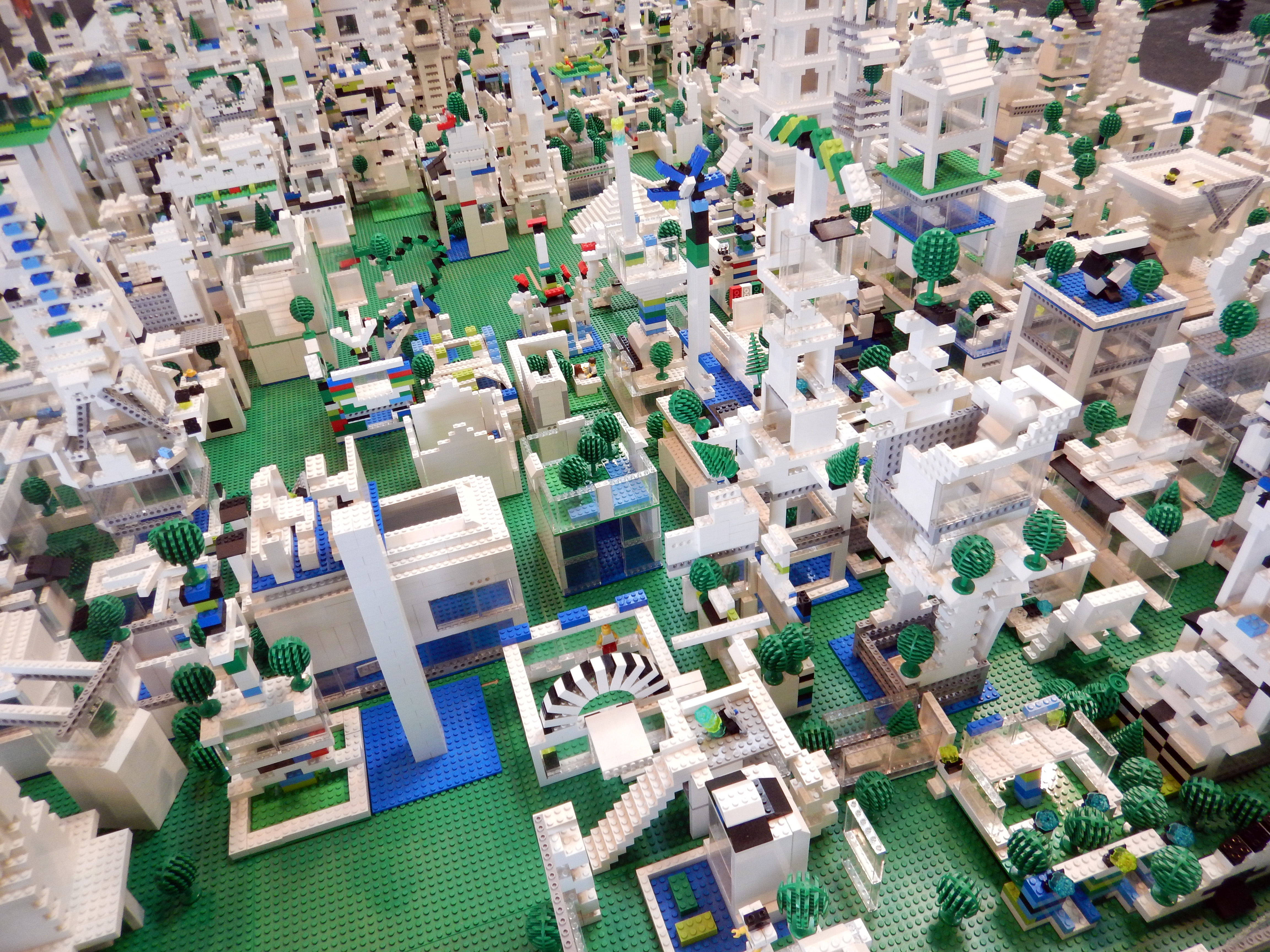
Atelier « Fantasticité ; ta ville en légo », réalisé sur le site en 2015 – 2016.
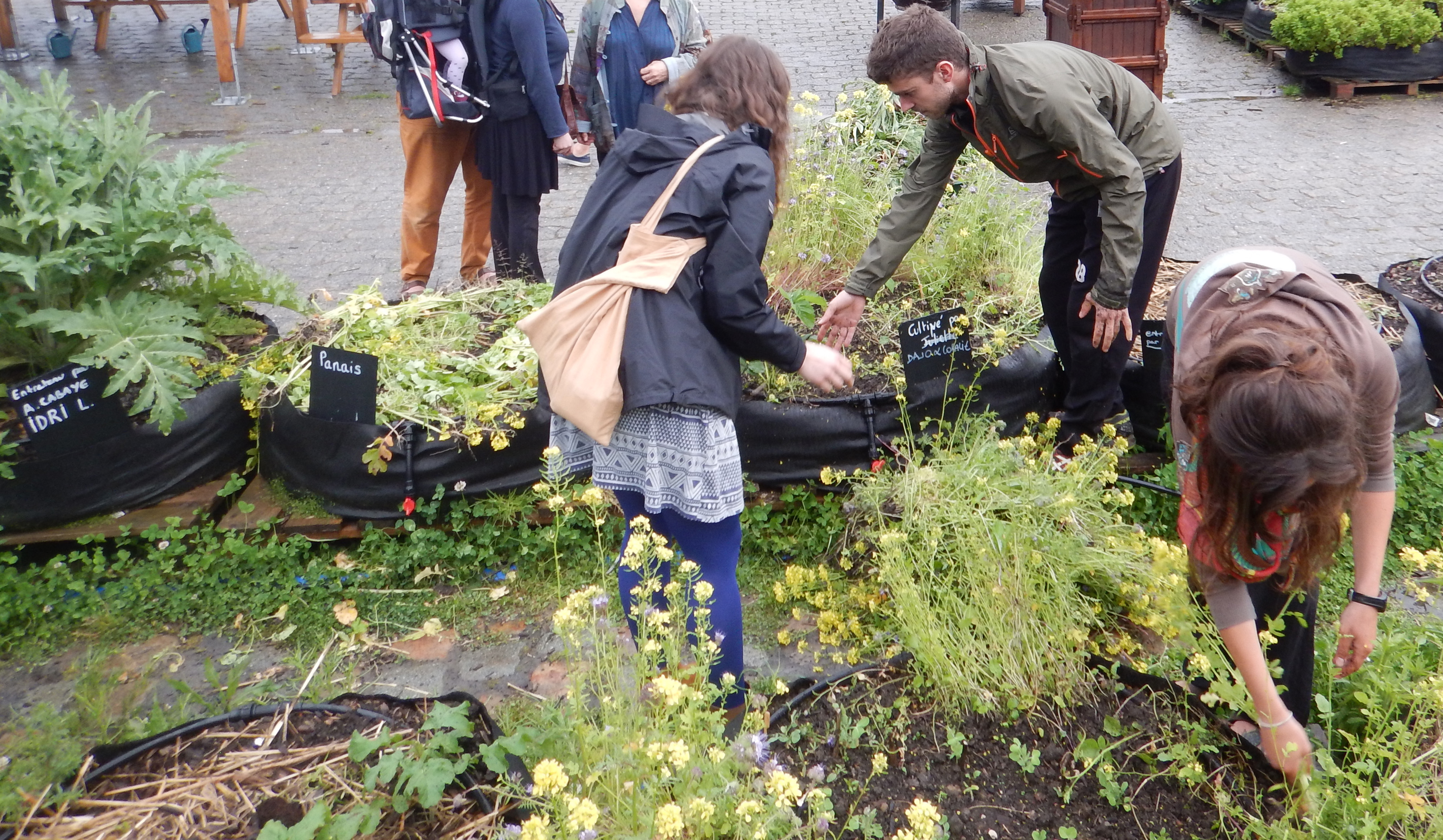
La ferme urbaine de Lille, derrière la gare, vue lors de la fête de l'environnement et des solidarités en mai 2016.
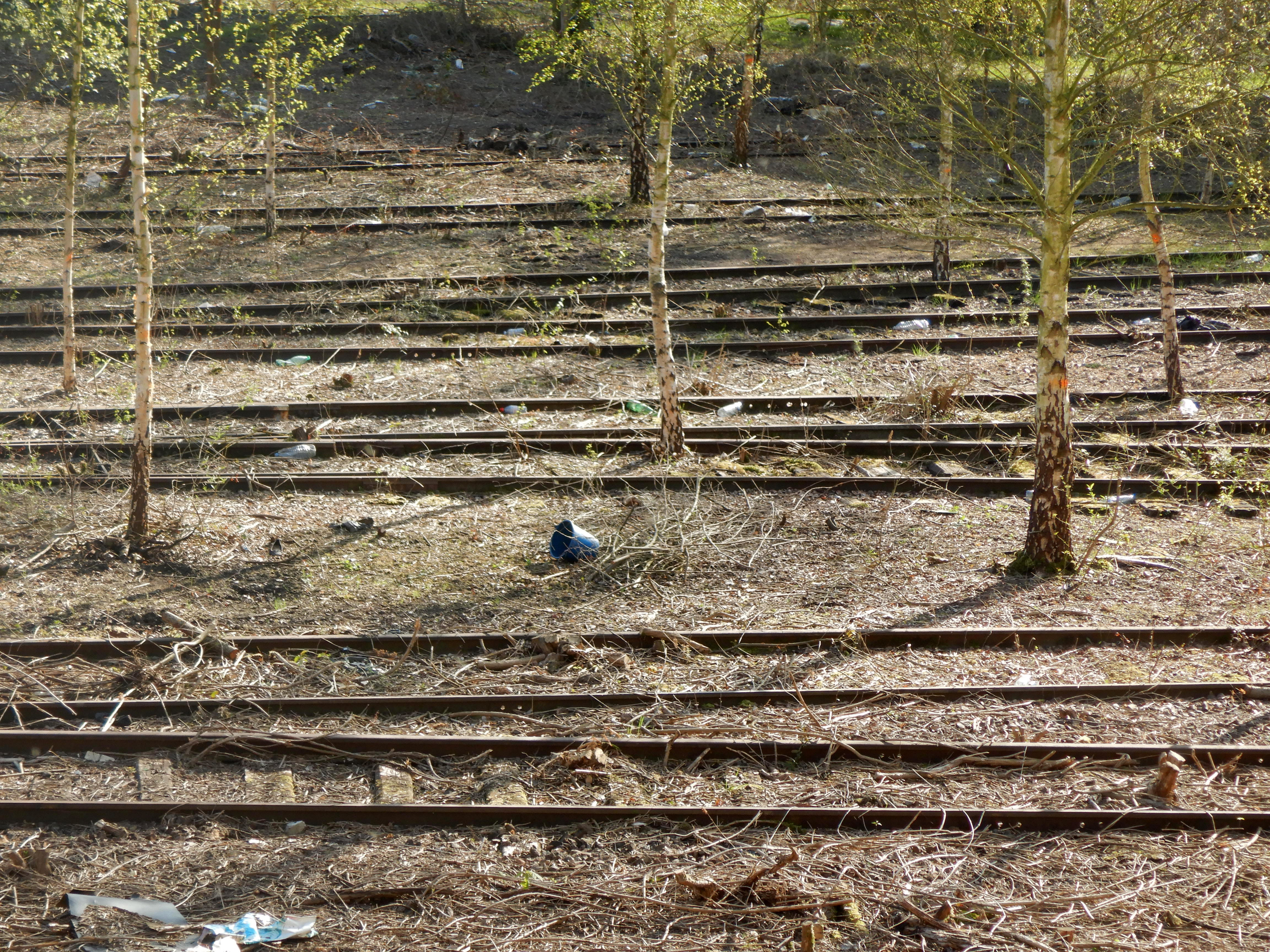
Friche (ancien faisceau de voies), après l'opération de débroussaillage réalisée en 2018.